# Glenea latevittata
Glenea latevittata là một loài bọ cánh cứng trong họ Cerambycidae.